# Dickinson (Texas)
Dickinson város az USA Texas államában, Galveston megyében. Lakosainak száma 20 847 fő (2020. április 1.).

## Népesség
A település népességének változása:

| 2010 | 18 680 |
| 2020 | 20 847 |